# W Służbie Penitencjarnej
W Służbie Penitencjarnej – polski dwutygodnik wydawany w II Rzeczypospolitej.
Pierwszy numer ukazał się 3 maja 1936. Charakter czasopisma został wówczas określony jako przeznaczone dla szerszego ogółu funkcjonariuszów, do obowiązków których należy wykonywanie orzeczeń sądowych, w tym zarówno ze Służby Więziennej, jak również z zakładów zabezpieczających oraz zakładów wychowawczych i poprawczych. Wydawcą była Kasa Wzajemnej Pomocy Funkcjonariuszów Straży Więziennej, a redaktorem od początku był Stanisław Sokołowski, zmarły 18 sierpnia 1936. Pismo istniało przez cztery lata, a ostatni, 80. numer pisma ukazał się 15 sierpnia 1939. Do końca istnienia pisma redaktorem był Józef Fietkiewicz.